# تومپانکرنی
تومپانکرنی (به لاتین: Thumpankerni) یک منطقهٔ مسکونی در سری‌لانکا است که در استان شمالی (سری‌لانکا) واقع شده‌است.